# Đậu hủ Tứ Xuyên
Đậu phụ ma bà (tiếng Trung: 麻婆豆腐; bính âm: mápó dòufu) còn có tên gọi khác là Đậu phụ Tứ Xuyên, là một trong những món ăn nổi tiếng của tỉnh Tứ Xuyên. Đậu phụ ma bà do một người phụ nữ tên Trần Ma Bà đã sáng tạo nên món ăn ngon miệng, từ đấy dân gian đã lấy tên người phụ nữ đó đặt cho món ăn này.

## Giới thiệu sơ lược
Theo sách "Phù dung thoại cựu lục" mô tả thì món ăn này xuất hiện vào thời Đồng Trị thời nhà Thanh (1874) do Trần Lưu Thị, còn được gọi là Trần Ma Bà (Ma chỉ mụn rỗ, Trần Ma Bà tức là người đàn bà mặt rỗ họ Trần), chủ quán cơm "Trần Hưng Thịnh phạn phô" tại Thành Đô sáng chế. Món ăn nổi tiếng đến mức nhiều người không nhớ tên gốc của quán mà quen gọi là "Trần Ma Bà đậu hủ điếm", ngang hàng với "Chính Hưng Viên" và "Chung Thang Viên" thành ba quán ăn nổi tiếng nhất Thành Đô. Danh tiếng của đậu hủ ma bà còn được nhắc đến trong tập thơ "Cẩm Thành Trúc Chi Từ Bách Vịnh " như sau:
Ma bà đậu phụ thượng truyện danh, 
Đậu hủ hồng lai vị tối tinh. 
Vạn phúc kiều biên liêm ảnh động, 
Hợp cô xuân tửu túy tiên sinh.
Tứ Xuyên là nơi trứ danh với ẩm thực cay và nóng, vì vậy đậu phụ ma bà cũng không ngoại lệ. Thành phần chính của món này là đậu phụ non, mềm, thịt bằm và nhiều thứ gia vị cay nồng. Đậu hủ ma bà có thể dùng chung với cơm hoặc cũng có thể ăn không.

## Cách làm
Nguyên liệu chính là đậu phụ non và thịt bằm. Ướp thịt với một chút dầu ăn và xì dầu trong vòng 20 phút để thịt ngấm đều. Đậu phụ cắt thành miếng nhỏ vừa ăn.
Xào tỏi, ớt lên cho thêm tương đậu cay vào. Xào đến khi sốt có màu đỏ bắt mắt. Cho tiếp thịt băm vào xào đến khi chín. Đổ thêm nước dùng và nêm thêm gia vị. Rồi đổ đậu phụ vào, thêm ít bột bắp pha sẵn để sốt sánh lại. Để ra dĩa và dùng nóng.